# Hemipenthes nitidofasciatus
Hemipenthes nitidofasciatus är en tvåvingeart som först beskrevs av Josef Aloizievitsch Portschinsky 1891.  Hemipenthes nitidofasciatus ingår i släktet Hemipenthes och familjen svävflugor. Inga underarter finns listade i Catalogue of Life.